# Жанама (Акжаїцький район)
Жанама́ (каз. Жанама) — село у складі Акжаїцького району Західноказахстанської області Казахстану. Адміністративний центр Саритогайського сільського округу.
Населення — 760 осіб (2021; 856 у 2009, 989 у 1999, 1029 у 1989).